# دهستان نخلستان (طبس)
نخلستان، دهستانی است از توابع بخش مرکزی شهرستان طبس استان خراسان جنوبی ایران.

## جمعیت
بر اساس سرشماری سال ۱۳۸۵ جمعیت دهستان نخلستان (۸۷۳خانوار) ۳٬۱۲۲نفر
بوده است.